# Optiskt teleskop

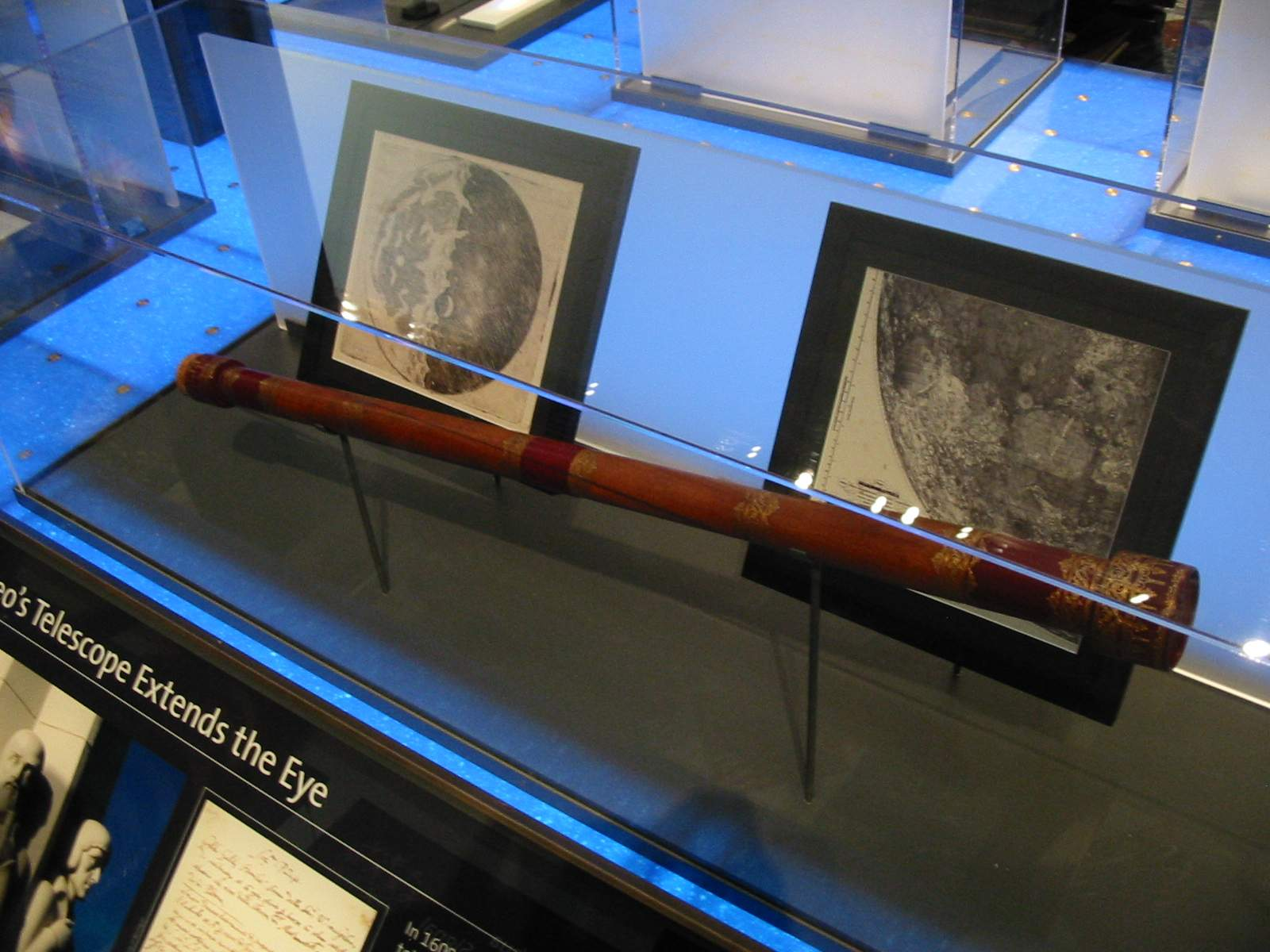
En replik av Galileis teleskop.

Optiskt teleskop är ett samlingsnamn för teleskop som används i det optiska fönstret. Det omfattar området 3 000–13 000 Å och innehåller det synliga ljuset. Det första optiska teleskopet tillverkades av den nederländske linsmakaren Hans Lippershey i oktober 1608. Det finns två huvudtyper av optiska teleskop; refraktor och reflektor. En refraktor använder en konvex lins för att samla in och koncentrera ljus till en fokalpunkt. Den har en stor lins (objektiv) med lång brännvidd samt en liten lins (okular) med kortare brännvidd. En reflektor består av glas eller annat material som belagts med ett tunt lager starkt reflekterande material (silver, aluminium) så att man får en spegel. Denna samlar in ljus till ett fokalplan som ligger framför. 

## Historisk utveckling

### 1600-talet
I oktober 1608 tillverkade den nederländske linsmakaren Hans Lippershey det första optiska teleskopet, och det första teleskopet överhuvudtaget. Teleskopet var av refraktormodell. Under de närmast följande åren utvecklades teleskopet utifrån Lippersheys grundkonstruktion. 
Den toskanske vetenskapsmannen Galileo Galilei hörde talas om teleskopet i maj 1609 och hade redan i juli byggt ett eget teleskop. Galilei förbättrade successivt teleskopet och hade i slutet av 1609 tillverkat ett teleskop med en lins med 3 cm i diameter och med 20 gångers förstoring. Galileos teleskop kombinerade en konkav och en konvex lins. Teleskopmodellen kallas ännu idag för ett Galileo-teleskop. Den främre konvexa linsen kallas också för objektiv eftersom den är närmast objektet man observerar. Den konkava linsen kallas på engelska eyepiece (på svenska okular, eftersom den är närmast ögat.
Den tyske astronomen och matematikern Johannes Kepler utvecklade refraktorteleskopet redan år 1611 genom att byta ut okulärlinsen från en konkav till en konvex, vilket ökade kvaliteten. Det s.k. Kepler-teleskopet har därmed två konvexa linser, vilket har fördelen att synfältet ökar något, men nackdelen att objektet man observerar blir upp- och nedvänt. Ett Kepler-teleskop ger vanligen större förstoring än ett Galileo-teleskop. 
Christoph Scheiner konstruerade 1613 ett teleskop efter Keplers instruktioner. Vid denna tid var dock ännu brytningslagarna okända, först sedan Willebrord Snell omkring 1624 beskrivit Snells lag som förutsättningarna att förbättra teleskopen öppnade sig.
Ett problem med de tidiga teleskopmodellerna var att den kromatiska aberrationen (se nedan) blev ett problem. För att undvika detta problem utvecklade Christiaan Huygens ett teleskop som hade linser som inte var fullt så konvexa. Det ökade dock brännvidden och därmed längden på teleskopet. Linsen hade en diameter på 5 centimeter och teleskopet en längd på 3,6 meter. En ännu mer extrem konstruktion var det teleskop som den polske astronomen Johannes Hevelius konstruerade. Den hade en tublängd på hela 46 meter.
Teleskopen utvecklades vidare under 1600-talet och 1663 föreslog skotten James Gregory en lösning med en reflekterande spegel och med ett hål i primärspegeln. Det var en relativt komplicerad lösning varken Gregory eller någon annan kunde bygga ett teleskop av vid denna tid. Det blev först under 1700-talet som det så kallade Gregoryteleskopet fick praktisk användning. Denna reflektorkonstruktion används än idag av ett flertal stora moderna teleskop. 
1668 byggde dock den engelske naturvetaren och matematikern Isaac Newton en enklare variant och den första riktigt framgångsrika reflektormodellen. I botten av teleskoptuben sitter en förstorande spegel och i andra änden en snedställd spegel. Den stora spegeln träffas av ljus som reflekteras upp mot den lilla spegeln som i sin tur reflekterar ljuset in i ett okular som sitter högst upp på sidan. Denna teleskopmodell kallas ännu idag för Newton-teleskop.
År 1672 uppfann en fransman vid namn Cassegrain, troligen prästen Laurent Cassegrain, en reflektor som använde sig av en konkav huvudspegel. I ett Cassegrainteleskop borras ett hål i mitten av linsen och en konvex spegel placeras före fokalpunkten som styr ljuset genom detta hål.

### 1700- och 1800-talet
Kromatisk aberration var ett stort problem i de tidiga linserna. 1758 lyckades dock den engelske optikern John Dollond framställa akromatiska linssystem. År 1854 utvecklade italienaren Ignazio Porro optiken så att bilden blev rättvänd i ett Kepler-teleskop. Det är idag en vanlig lösning i kikare. Dessa uppfinningar satte fart på tillverkningen av större refraktorteleskop. År 1888 installerades en refraktor på 91 cm på Lick-observatoriet i Kalifornien, USA. År 1895 installerades en 1-meters refraktor på Yerkesobservatoriet i Chicago, USA.
Den skotske uppfinnaren James Nasmyth vidareutvecklade på 1850-talet Cassegrain-teleskopet så att ett hål inte behövde borras i primärspegeln, utan istället används en tredje spegel för att reflektera ljuset till ett okulär som sitter på sidan. Den så kallade Coudé-modellen är en ytterligare vidareutveckling och är en modell som är vanlig i många av det sena 1900-talets stora teleskop. De stora optiska teleskopen är av reflektormodell. Redan på 1840-talet byggde Lord Ross ett 1,8 meters teleskop.

### 1900-talet och 2000-talet
Under 1900-talet har teleskopen blivit alltmer avancerade, med allt större spegeldiametrar och därmed större ljusintag. År 1917 byggdes ett 2,5 meters teleskop på Mount Wilson-observatoriet. År 1948 byggdes Haleteleskopet som har en diameter på 5 meter på Palomarobservatoriet. 1969 byggdes i Sovjetunionen ett 6-metersteleskop, Bolsjoj-teleskopet. Den använde för första gången en altazimutal montering på ett så stort teleskop, vilket ökade flexibiliteten. Under de senaste decennierna har multiteleskop utvecklats där man kombinerar flera teleskop till ett. De senaste åren har också rymdteleskop ytterligare ökat förmågan att se allt längre bort i rymden. Fördelen med optiska teleskop i rymden är att de inte störs av ljusföroreningar och turbulens i atmosfären. Det mest kända rymdteleskopet är Rymdteleskopet Hubble, som sändes upp år 1990. Denna har en spegel på 2,4 meter i diameter. Hubble har på många sätt revolutionerat synen på universum.  Hubble kommer 2021 att ersättas av James Webb-teleskopet , som har en spegel med en diameter på 6,5 m. 
Under 1990-talet och i början av 2000-talet har flera stora teleskop byggts med spegeldiametrar på 8-10 meter. De mest kända är de två Keck-teleskopen, Subaru-teleskopet och Gemini-telskopet, som strängt taget består av två teleskop, ett på Hawaii och ett i Chile, Hobby–Eberly-teleskopet (HET) i USA samt Very Large Telescope (VLT) i Chile. Andra stora teleskop är Gran Telescopio Canarias (GTC) på Kanarieöarna, Spanien, Det sydafrikanska Southern African Large Telescope (SALT), det kinesiska LAMOST-teleskopet samt det amerikanska Large Binocular Telescope (LBT).  Keck och Gemini är exempel på de två olika finansieringsmodeller, som har drivit fram den stora mängden amerikanska teleskop.  De två Keck-teleskopen kom till genom privata donationer från i första hand W. M. Keck-stiftelsen till CalTech och University of California.  Gemini-teleskopen å andra sidan är ett internationellt samarbete mellan USA, Storbritannien, Canada, Argentina och Chile, där den amerikanska andelen har bekostats av statliga medel.
Under 2020-talet kommer en ny generation av optiska teleskop med spegeldiametrar på runt 30 m att tas i drift. Thirty Meter Telescope (TMT) utvecklas av CalTech och University of California tillsammans med andra partners och kommer att placeras på Mauna Kea på Hawaii. Giant Magellan Telescope (GMT) utvecklas av ett amerikanskt konsortium där bland annat Carnegie-institutet ingår och kommer att uppföras i Chile i likhet med det europeiska European Extremely Large Telescope (E-ELT), som byggs av det europeiska sydobservatoriet (ESO). E-ELT har utvecklats från ett tidigare och ännu större koncept OWL, som har skalats ned. TMT och E-ELT bygger både på en stor spegel som sätts samman av en stor mängd mindre segment, medan GMT består av sju stycken speglar på vardera 8,4 m.

## Olika typer av optiska teleskop
Det finns två huvudtyper av optiska teleskop refraktor och reflektor.
En refraktor använder en konvex lins för att samla in och koncentrera ljus till en fokalpunkt. Den har en stor lins (objektiv) med lång brännvidd samt en liten lins (okular) med kortare brännvidd. Linsens brännvidd (f1) i förhållande till okularets brännvidd (f2) ger förstoringen (f) enligt formeln: f=f1/f2. Ju större lins, desto större förmåga att samla ljus och desto större möjligheter att studera mer ljussvaga objekt på himlavalvet. Om linsens diameter fördubblas så fyrfaldigas ljusinsamlingen. Refraktorer i professionellt bruk används numera i huvudsak som solteleskop, men har i övrigt ersatts av reflektorer. Det svenska solteleskopet på La Palma, Kanarieöarna, är en refraktor och har en diameter på 1 meter.
En reflektor består av en spegel av glas eller annat material som belagts med ett tunt lager starkt reflekterande material (silver, aluminium. Spegeln samlar in ljus till ett fokalplan som ligger framför spegelytan. Ljuset passerar alltså inte glaset utan reflekteras.

### Fördelar och nackdelar
Både refraktorer och reflektorer har sina fördelar och nackdelar.
Fördelen med en refraktor är att det är en relativt enkel och lätthanterlig konstruktion (när teleskopet inte är alltför stort). De ger skarpa bilder. Nackdelarna är många. Dels uppstår ofta kromatisk aberration, vilket innebär att när ljus passerar en enkel lins bryts ljuset olika beroende på olika våglängd. Det ger olika brännvidder för olika typer av ljus och en suddig bild. Nya material har dock successivt minskat den kromatiska aberrationen (i mindre teleskop). Glaset i linsen måste dessutom vara perfekt vilket innebär höga kostnader för stora linser. Glas är dessutom ogenomskinligt för viss typ av ljus. Även synligt ljus blir nedtonat när det passerar glas. Det är dessutom i princip omöjligt att tillverka en stor lins som inte har kromatisk aberration. En stor lins tenderar också att bli sned av sin egen vikt eftersom den endast kan stödjas ute i kanterna. Refraktorer med lång brännvidd blir också mycket otympliga.
Fördelen med en reflektor är att ljuset reflekteras, vilket gör att kvaliteten i princip kan bibehållas. I flera typer av reflektorer används ytterligare småspeglar som reflekterar/styr ljuset så att fokus hamnar på lämpligt ställe vid sidan av teleskopet där ett okular kan vara placerat. I riktigt stora reflektorteleskop kan dock observatören sitta mitt i fokalpunkten. Trots att det innebär att man tappar lite ljus, så samlar dessa teleskop in tillräckligt med ljus. Man slipper också ytterligare speglar som kan försämra kvaliteten. Det finns några nackdelar med reflektorer. I ett Newtonteleskop blir bilden upp- och nedvänd vilket i vissa situationer är en nackdel. Nackdelen är också att sfärisk aberration kan uppkomma. Om man har en sfärisk spegel bryts de yttre strålarna mer än de centrala och man får en störning. För att eliminera den här typen av fel kombinerar man ofta olika typer av linser. Komafel uppkommer också, vilket innebär att ett objekt på himlavalvet blir mer utdraget ju närmare synfältets kant man kommer. Eftersom vissa av reflektorerna (Newton) är öppna tuber kan damm med mera på spegeln innebära en störning.

## Teleskopmonteringar
Teleskop (och kikare) med mer än 7 gångers förstoring kräver normalt någon form av montering som håller teleskopet stadigt vid observation. När det gäller små teleskop är det vanligast med en altazimutal montering. Den gör det möjligt att röra teleskopet både vertikalt och horisontellt. Även stora teleskop kan ha denna montering, men de drivs då med hjälp av motorer och datorer. Altazimutal montering har nackdelen att teleskopet hela tiden måste justeras i både höjd- och sidled för att bibehålla ett objekt i synfältet. Ett alternativ är ekvatoriell montering, där teleskopet är monterat med en axel som är parallell med jordaxeln. Det kan enkelt justeras i en riktning, eller automatiseras med motordrivning och med hjälp av en enkel dator. Vid astrofotografering är det nödvändigt med en sådan automatdrift.

## Utvecklingen av optiska teleskop
Under senare tid har tekniken utvecklats bland annat vad gäller så kallad adaptiv optik. Det innebär att korrigeringar sker för atmosfärisk turbulens. En vågfrontssensor registrerar hur ljuset blivit förvrängt och en flexibel spegel korrigerar felet.
Man kombinerar numera också flera olika speglar så att de blir sammankopplade till ett multiteleskop. 

## Stora optiska teleskop
Det finns ett stort antal mycket stora optiska teleskop, se förteckning över optiska teleskop.